# Інтелектуальний капітал
Існують різні підходи до визначання поняття "інтелектуальний капітал":
- Інтелектуа́льний капіта́л — інтелектуальні здатності людей, у сукупності зі створеними ними матеріальними й нематеріальними засобами, які використовуються в процесі інтелектуальної праці.[1]

- Інтелектуа́льний капіта́л — це інформація й знання, які відіграють роль «колективного мозку», що акумулює наукові й повсякденні знання працівників, інтелектуальну власність і накопичений досвід, спілкування й організаційну структуру, інформаційні мережі та імідж підприємства.[2]

- Інтелектуа́льний капіта́л — вартість сукупності наявних у нього інтелектуальних активів, зокрема інтелектуальної власності, його природних і придбаних інтелектуальних здатностей й навичок, а також накопиченої ним бази знань і корисних відносин з іншими суб'єктами.[3]

## Структура інтелектуального капіталу
У складі інтелектуального капіталу виділяють три складові:
- Людський капітал: знання, навички, досвід, ноу-хау, творчі здібності, креативний спосіб мислення, моральні цінності, культура праці та ін.;
- Організаційний капітал: патенти, ліцензії, ноу-хау, програми, товарні знаки, промислові зразки, технічне й програмне забезпечення, органі-заційна структура, корпоративна культура й т.п.;
- Споживчий капітал (його слід трактувати більш широко, як інтерфейсний капітал): зв'язки з економічними контрагентами (постачальниками, споживачами, посередниками, кредитно-фінансовими установами, органами влади та ін.), інформація про економічних контрагентів, історія взаємин з економічними контрагентами, торговельна марка (бренд).[4]

## Чинники, що впливають на інтелектуальний капітал
- Робоча сила;
- Нематеріальні активи;
- Фінансово-інноваційний капітал;
- Високі технології;
- Рівень розвитку інформаційного середовища;
- Наявність сучасної ринкової інфраструктури;
- Стан інноваційного середовища та інші.[5]

## Інші визначення
Інтелектуа́льний капіта́л підприє́мства — сукупність інтелектуальних ресурсів (матеріальних і нематеріальних) і здатностей до їх реалізації, що визначають спроможність підприємства розвиватися на основі інформації і знань.
Інтелектуа́льний капіта́л ВНЗ — сукупність інтелектуальних ресурсів і здатностей до їх реалізації, які забезпечують умови тривалого розвитку ВНЗ на основі генерації, накопичення і використання інформації і знань (фактів і правил).